# 特異行方不明者
特異行方不明者（とくいゆくえふめいしゃ）は、行方不明者発見活動に関する規則（平成二十一年十二月十一日国家公安委員会規則第十三号）第2条第1項で定める行方不明者のうち、同第2項各号の条件に該当する者である。

## 定義
行方不明者発見活動に関する規則第2条第2項では、以下の者を特異行方不明者としている。
1. 殺人、誘拐等の犯罪により、その生命又は身体に危険が生じているおそれがある者
2. 少年の福祉を害する犯罪の被害にあうおそれがある者
3. 行方不明となる直前の行動その他の事情に照らして、水難、交通事故その他の生命にかかわる事故に遭遇しているおそれがある者
4. 遺書があること、平素の言動その他の事情に照らして、自殺のおそれがある者
5. 精神障害の状態にあること、危険物を携帯していることその他の事情に照らして、自身を傷つけ又は他人に害を及ぼすおそれがある者
6. 病人、高齢者、年少者その他の者であって、自救能力がないことにより、その生命又は身体に危険が生じるおそれがあるもの

## 発見活動
特異行方不明者については、行方不明者発見活動に関する規則第20条 - 第24条に基づき、受理署長が行うべき措置や特異行方不明者手配に関する手続きなどの特別な発見活動が定められている。